# Xian de Yi (Anhui)
Pour les articles homonymes, voir Yi.
Le xian de Yi (黟县 ; pinyin : Yī Xiàn) est un district administratif de la province de l'Anhui en Chine. Il est placé sous la juridiction de la ville-préfecture de Huangshan.

## Démographie
La population du district était de 98 185 habitants en 1999.